# Raúl Muñoz Garrote
Raúl Muñoz Garrote (Andújar, Jaén, 6 de marzo de 1991) es un jugador profesional de voleibol internacional con la Selección Española de Voleibol Actualmente milita en el Club Costa del Voley.de la Superliga española.

## Clubes
- 2020-???? - Ushuaïa Ibiza Voley  España.
- 2019-2020 - Dinamo București  Rumania.
- 2018-2019 - Vitória Sport Clube  Portugal.
- 2017-2018 - Dinamo București  Rumania.
- 2015-2017 - Ushuaïa Ibiza Voley  España.
- 2013-2014 - Unicaja Almería  España.
- 2012-2013 - Cajasol Voley  España.
- 2012 - Voley Guada  España.
- 2011 - C.D. Voleibol Río Duero Soria  España.
- 2010-2011 - Club Voleibol Pórtol  España.